# Скъпоценен камък
Скъпоценният камък е минерал, скала или вкаменен материал, който след изрязване, фасетиране и/или полиране се използва в бижутерията или за колекциониране. Някои скъпоценни камъни като кехлибара, гагата и амолита са с органичен произход. Някои минерали са прекалено меки и крехки, за да се използват в бижутерията, например родохрозита, но са ценен колекционерски материал. Единицата за тегло на скъпоценните камъни се нарича карат.
В бижутерията се използват както естествени камъни, така и синтетични такива. Синтетичните имат по-равномерно оцветяване и са значително по-евтини.
Съществуват четири основни вида шлифовка на прозрачните скъпоценни камъни:
- Брилянтна
- Розетна
- Стъпаловидна
- Клиновидна

Непрозрачните камъни, като нефрита, ясписа и малахита се обработват във форма на кобошон.

## Стойност
Скъпоценните камъни се оценяват по твърдост, цвят, прозрачност, бездефектност, големина, рядкост, красота, както още вид и прецизност на обработка (след обработка). Диамантът е най-високо ценения скъпоценен камък, тъй като е най-твърдата минерална фаза (въглерод).
Традиционно, в класификацията на скъпоценните камъни се прави разделение между скъпоценните („благородни“; прозрачни) и декоративните („полускъпоценни“; цветни, непрозрачни) камъни. Четири типа камъни са приемани сред най-важните и разпространените като употреба скъпоценни камъни – диамант (най-ценен е прозрачният безцветен), рубин (розова разновидност на минерала корунд), сапфир (синя разновидност на минерала корунд) и смарагд (зелена разновидност на минерала берил).

## Разширен списък на скъпоценните минерали
- Диамант
- Хризоберил
- Яспис

## Разпределение на скъпоценните и декоративните камъни по цвят
| Цвят               | Прозрачни камъни | Непрозрачни камъни |  |
| ------------------ | --- | --- |  |
| Безцветни или бели | диамант, корунд, топаз, шпинел*, берил*, планински кристал, бял кварц, мерлинит, церусит, опал, хаулит, алабастър, селенит, окенит, евклаз                                                                                     | перла |  |
| Черни              | | морион, ахат, меланит, диопсид, гагат, оникс, шерл, сълзите на апачите, боджай |  |
| Розови             | топаз*, рубелит, шпинел, морганит, кунцит, розов кварц, данбурит, сапфир | родонит |  |
| Червени            | рубин, александрит (при изкуствено осветление), топаз*, шпинел, хиацинт, морганит, пироп алмандин, жадеит, андрадит, рубелит, андезит, куприт                                                                                  | тигрово око, карнеол |  |
| Кафяви             | топаз, шпинел, хиацинт, турмалин, рутил, гросулар, спесартин, сардер, тигрово око, опушен кварц | кехлибар |  |
| Виолетови          | аметист, топаз*, турмалин*, корунд, сапфир | чароит, жадеит |  |
| Светлосини         | аквамарин, топаз*, сапфир, индиголит, шпинел*, евклаз, ларимар, целестит | тюркоаз, лазурит, смитсонит, евклаз |  |
| Сини               | сапфир, индигонит, топаз, берил, шпинел*, танзанит, йолит, ларимар, ангелит, целестит. | тюркоаз, лазурит, азурит, евклаз, содалит, лабрадорит, ахат „Синя дантела“ |  |
| Зелени             | смарагд, хризоберил, сапфир, топаз*, александрит (при дневно осветление), аквамарин, турмалин, евклаз, шпинел, андрадит, гросулар, диопсид, епидот, енстатит, оливин, демантоиден гранат, цаворит, везувианит, пренит, ларимар | смарагд, диоптаз, хризопраз, празем, хелиотроп, хризопал, амазонит, нефрит, жадеит, малахит                                                                                           |  |
| Жълти или оранжеви | топаз, хелиодор, хризоберил, корунд, шпинел, хиацинт, цитрин, хиденит, турмалин, падпараджен сапфир, сапфир* | карнеол, кехлибар, тигрово око, слънчев камък |  |
| Пъстри, на ивици   | турмалин с черно окантване, лунен камък. | яспис, ахат, опал, оникс, кървав камък, авантюрин, тигрово око, снежен обсидиан, махагонов обсидиан. златист обсидиан, питерсит, ванадинит, унакит, цоизит, хиастолит (кръстов камък) |  |

- Камък с дадения цвят се среща рядко